# 葡萄牙郵政
葡萄牙郵政（CTT – Correios de Portugal）是葡萄牙的國營郵政公司，亦經營銀行和網路購物業務。葡萄牙郵政創立於1520年，是葡萄牙現仍營業的企業中歷史最久的公司。2013年12月，葡萄牙郵政在Euronext里斯本上市。

## 外部連結
- CTT official website